# Пепси
Вижте пояснителната страница за други значения на Кола.
Пепси (на английски: Pepsi) е газирана безалкохолна напитка, произвеждана от PepsiCo (или нейни лицензополучатели).
Напитката е създадена през 1893 г. от фармацевта Кейлъб Брадъм под името „Питието на Брад“, а на 28 август 1898 г. е преименувана на Пепси-Кола.
Има много варианти на Пепси: Diet Pepsi, Pepsi Max, Pepsi Samba, Pepsi Gold, Pepsi Blue, Pepsi Light, Pepsi Twist.
В България производството на „Пепси“ започва през 1981 година с концентрат, който се внася в замяна на продавани в Съединените щати вина. В края на 80-те години на XX век производството е около 43 милиона литра. От средата на 90-те години на XX век напитките на PepsiCo се произвеждат и разпространяват от „Агрима“.

## Произход
Напитката е създадена за пръв път под името „Brad’s Drink“ („Питието на Брад“) в Ню Берн, Северна Каролина, през 1898 г. от аптекаря Кейлъб Брадъм, който я произвежда и продава в своята аптека. По-късно „Brad’s Drink“ е прекръстена на Pepsi-Cola, вероятно по имената на храносмилателния ензим пепсин и ядките на растението кола. Оригиналната рецепта на Брадъм не съдържа кола или кофеин, но има близък вкус с популярната „Coca-Cola“, което става причина в името да присъства „Cola“. „Pepsi“ в името произлиза от „пепсин“ – ензим, който спомага храносмилането и е популярна съставка в безалкохолните напитки по това време (също и в дъвките). Спорен е въпросът, дали оригиналната рецепта го е съдържала. На 16 юни 1903 г. напитката Pepsi-Cola е регистрирана като търговска марка.
Други теории за произхода на думата „pepsi“:
1. Кейлъб Брадъм закупува името „Pep Cola“ от местен конкурент и го променя на Pepsi-Cola.
2. „Pepsi-Cola“ е анаграма на „Episcopal“ – голяма църква, намираща се срещу аптеката на Брадъм. В сайта на компанията има плакет, който потвърждава тази теория, въпреки че PepsiCo я отрича.
3. Кейлъб Брадъм и неговите клиенти кръстили напитката Pepsi, защото сметнали, че името звучи добре или че като газирана напитка тя съдържа някаква енергия, жизненост (на английски „pep“).
4. Много хора смятат, че Брадъм взима името или от състоянието диспепсия (стомашна болка или лошо храносмилане), или от пепсиновия корен, за който се предполага, че бил една от съставките, но освен това се използвал като лекарство за стомашно неразположение. Първоначално напитката се приготвяла от газирана вода, захар, ванилия, редки масла и ядки от растението кола.

През 1903 г. Брадъм премества бутилирането на Pepsi–Cola от аптеката си в склад под наем. През същата година Брадъм продава 7968 галона (около 30 000 l) от напитката. През следващата година Pepsi се продава в бутилки от 6 унции (около 170 ml) и продажбите се увеличават на 19 848 галона.
През 1905 г. е създадено първото лого на Pepsi, което е променено през 1924 г. и отново през 1926 г. През 1929 г. в реклами във вестниците пионерът в автомобилните надпревари Барни Олдфилд подкрепя Pepsi като „първокласна напитка... разхладителна, освежаваща, добро средство за ободряване преди състезание“.
През 1929 г., по време на Голямата депресия, Pepsi-Cola Company банкрутира – до голяма степен в резултат на финансовите загуби от спекулациите с бясно вариращите цени на захарта след Първата световна война. Активите са продадени и Рой Мегаргъл купува търговската марка Pepsi. Осем години по-късно компанията отново банкрутира. Активите са купени от Чарлз Гът, президента на Loft Inc. Loft е производител на бонбони с магазини, в които има машини за газирани напитки. Гът искал да замени Coca-Cola, тъй като тази компания отказала да му даде отстъпка за сиропа, който използвал в машините. Впоследствие Гът накарал химиците на Loft да променят формулата на Pepsi.

## Нарастване на популярността
По време на Голямата депресия Пепси печели популярност с въвеждането през 1936 г. на бутилката от 12 унции (330 ml). При първоначалната цена от 10 цента продажбите са малки, но когато цената е намалена на 5 цента, продажбите скачат до небесата. В същото време Coca-Cola продава бутилка от 6 унции за 5 цента. Pepsi се възползва от това обстоятелство и започва рекламна радиокампания с песничката „Pepsi cola hits the spot / Twelve full ounces, that's a lot / Twice as much for a nickel, too / Pepsi-Cola is the drink for you.“ Във времето на икономическа криза кампанията успешно засилва статута на Pepsi. От 1936 г. до 1938 г. печалбите на Pepsi Cola се удвояват.
Успехът на Пепси по времето на Гът идва във време, когато бизнесът на Loft Company запада. Тъй като Гът използва финансови и материални активи на Loft Company, за да утвърди успеха на новата Pepsi, Loft Company, която е на ръба на фалита, го съди за правата на собственост върху Pepsi Cola Company. След дълга съдебна борба Гът губи и двете компании се сливат, а непосредствено след сливането Loft Company е ликвидирана.

## Маркетинг на пазарните ниши
Новият президент на Пепси-Кола Уолтър Мак управлява компанията през 40-те години. Мак, който поддържа прогресивни идеи, забелязва, че маркетинговата стратегия на компанията или игнорира афроамериканците, или използва етнически стереотипи при тяхното представяне. Той осъзнава, че афроамериканците са недокосната пазарна ниша и Pepsi има шанс да завоюва голям пазарен дял, като насочи маркетинговата си стратегия директно към тази целева група. В тази връзка той наема Хенан Смит, рекламен агент „от сферата на негърските вестници“, да ръководи екип по продажбите, съставен изцяло от „негри“, който обаче е разпуснат с началото на Втората Световна война. През 1947 г. Мак подновява усилията си, като наема Едуард Ф. Бойд да ръководи екип от 12 души. Те измислят реклами, която представя черните американци в позитивна светлина, като например рекламата с усмихната майка, държаща стек Pepsi, докато синът ѝ (младият Рон Браун, който по-късно става министър на търговията) посяга към една от бутилките.
Друга рекламна кампания, наречена „Лидери в своите области“, прави портрет на двадесет изтъкнати афроамериканци, като например носителя на Нобелова награда Ралф Бънч и фотографа Гордън Паркс.
Освен това Бойд повежда из страната екип по продажбите, съставен изцяло от афроамериканци, за да промотират Pepsi. В повечето щати все още действат расовата сегрегация и законите Джим Кроу, и в резултат на това Бойд се сблъсква със силна дискриминация. Не само трябвало да се возят на сегрегирани влакове и да отсядат в хотели „само за черни“ (black-only), но и са обиждани от сътрудници на Pepsi и дори получават заплахи от Ку Клукс Клан. От друга страна, Pepsi използват расизма като отправна точка на продажбите си, атакувайки нежеланието на Coca-Cola да наема цветнокожи и подкрепата за сегрегационния губернатор на Джорджия Хърман Талмидж от страна на председателя на Coca-Cola. Като резултат пазарният дял на Pepsi в сравнение с Coca-Cola скача значително. След като екипът посещава Чикаго, за пръв път делът на продажбите на Pepsi в града надминава този на Coca-Cola.
Фокусът върху афроамериканските потребители създава напрежение в компанията, тъй като някои от съдружниците се опасяват, че може да загубят белите клиенти. След като Мак напуска компанията през 1950 г., подкрепата на екипа, отговарящ за продажбите на цветнокожи, намалява, и той е премахнат.

## Пепси – военноморска сила
През 1989 г. първото споразумение между „Пепси“ и СССР изтича и се налага да бъде подписано ново. Социалистическата страна обаче не разполага с долари и отново (първото споразумение включва размяна на водка „Столичная“ срещу Пепси) предлага бартерна сделка. Размяната (за около около $ 3 милиарда) този път включва един разрушител, един крайцер, една фрегата и 17 дизелови подводници. „Флотът“ е предаден за скрап на шведска компания. Тези 17 подводници обаче превръщат „Пепси“ през времето на преговори с Швеция в шестата най-голяма военна сила в света по брой на дизелови подводници